# Derviş Zaim
Derviş Zaim (Gazimağusa, 1964) és un director de cinema turc, guanyador de diversos premis. Nascut a l'IIla de Xipre, Derviş Zaim és ciutadà de Turquia i de la República Turca de Xipre del Nord.